# Julia Soemias

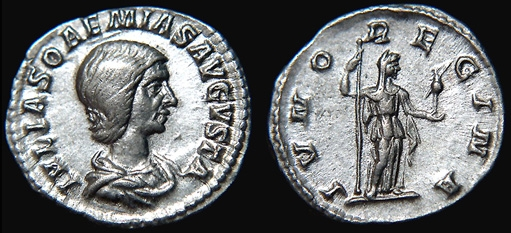
Efigies de Julia Soemias en un denario.

Julia Soemias Basiana Augusta (en latín, Iulia Soaemias Bassiana Augusta, 180 - 222) fue una emperatriz romana de la dinastía Severa. Gobernó el Imperio romano durante la minoría de edad de su hijo, el emperador Heliogábalo (r. 218-222).

## Biografía
Hija de Julio Avito y de Julia Mesa, una poderosa mujer de origen sirio, fue sobrina del emperador Septimio Severo y hermana de Julia Mamea; se casó con Sexto Vario Marcelo, un sirio de familia perteneciente al orden ecuestre promocionado por los senadores.
El 11 de marzo de 222, Heliogábalo fue asesinado en una conjura. El historiador Dión Casio señala que ambos, madre e hijo, murieron abrazados, les fueron cortadas las cabezas y sus cuerpos fueron desnudados y arrastrados por la ciudad. El cuerpo del emperador fue arrojado al río Tíber, y se desconoce qué sucedió con el cadáver de Soemias.